# Gamla staden, Tallinn
Gamla staden (estniska: Tallinna vanalinn) är Tallinns medeltida stadskärna, som byggdes redan på 1100-talet och är ett världsarv. Runt Gamla staden finns en nästan komplett ringmur, och på Domberget ligger ett medeltida slott som restaurerades och förnyades under Johan III:s tid, då Estland låg under Sverige. Rådhuset  och Rådhusapoteket vid Rådhustorget byggdes på medeltiden och är en stor sevärdhet.